# Gavin Pretor-Pinney
Gavin Edmund Pretor-Pinney – brytyjski pisarz, autor m.in. książki The Wavewatcher's Companion oraz przetłumaczonego na 8 języków The Cloudspotter's Guide.
Pretor-Pinney uczęszczał do Westminster School, studiował też na Uniwersytecie Oksfordzkim i w Central Saint Martins College of Art and Design. Był współzałożycielem czasopisma The Idler, a w 2004 założył Cloud Appreciation Society. W 2009, dzięki zdjęciom nadesłanym przez członków organizacji, zidentyfikował nowy rodzaj chmury, Asperitas, która w 2017 została włączona do Międzynarodowego Atlasu Chmur, publikowanego przez Światową Organizację Meteorologiczną. Wychował się w zachodnim Londynie, zaś mieszka w Somerton, Somerset.

## Nagrody i wyróżnienia
- 2011 – laureat Royal Society Winton Prize for Science Books, za książkę The Wavewatcher's Companion[7]

## Publikacje
- The Cloudspotter's Guide[1] (2006)
- The Cloud Collector's Handbook (2006)
- A Pig with Six Legs and Other Clouds (2007)
- The Wavewatcher's Companion (2010)[8][9]
- The Ukulele Handbook (wrzesień 2013; współautor: Tom Hodgkinson)

## Występy w TV
- BBC: film dokumentalny Cloudspotting[10]
- BBC: The Secret Life of Waves[11]